# Байраш
Байра́ш (рос. Байраш, башк. Байраш) — присілок у складі Буздяцького району Башкортостану, Росія. Входить до складу Каранської сільської ради.
Населення — 106 осіб (2010; 89 у 2002).
Національний склад:
- татари — 66 %
- башкири — 32 %